# Història del Paraguai
El Paraguai va ser descobert per Alejo García i Sebastián Gaboto, a les ordres d'Espanya, l'any 1524. La ciutat d'Asunción va ser fundada el 1537 per Juan de Salazar i Espinosa natural d'Espinosa de los Monteros (Espanya) sent consolidada per Juan de Ayolas. Iniciant una llarga història de colonialisme, fins a l'any 1811, any en què es va independitzar d'Espanya.

## Època precolombina
El territori del Paraguai oriental, és a dir l'àrea ubicada entre el riu Paranà a l'est i el riu Paraguai a l'oest, estava habitat per diverses ètnies indoamericanes que es trobaven en estat de guerra entre elles. Encara no se sap si els lágidos van ser els primers a ocupar el territori o si van ser precedits pels pampes. Ho documentat és que cap al segle XV els amazònics ava coneguts comunament com a guaranís van aconseguir avançar des del nord i l'est gràcies a la seva superioritat numèrica ia la possessió d'una cultura material més desenvolupada, ja que practicaven l'horticultura de mandioca, blat de moro i maní. La pràctica d'una agricultura de frega els permetia excedents com per mantenir a una població en continu augment demogràfic que requeria nous territoris.
Gràcies a la seva organització econòmica bàsica ia la seva demografia, els "guaranís" van arribar a organitzar-cuasiestatalmente, amb caps anomenatsmburuvicháituvichá. S'arriba a parlar d'una civilització precolombina en el territori que avui és el Paraguai oriental. En efecte, s'han trobat grafismes (erròniament confosos amb escriptures completes) en diverses zones de Paraguai (Tacuatí, Paraguarí, etc.), Encara que no es pot precisar la o les ètnies que els van realitzar. El que ara és el Paraguai oriental consistia en nombroses tribus ameríndies seminómadas parlants principalment l'idioma avañeé o guaraní, que eren reconegudes pels seus feres tradicions guerreres. Practicaven una religió politeista mítica, que més tard es va barrejar amb el cristianisme (en un primer moment els espanyols i altres europeus van ser anomenatskaraýocaraí, paraula que antigament en guaraní ludia a algú al qual se suposava dotat de poders sobrenaturals; després la paraulakaraýes resignificació com a sinònim de "senyor".

## Colonització

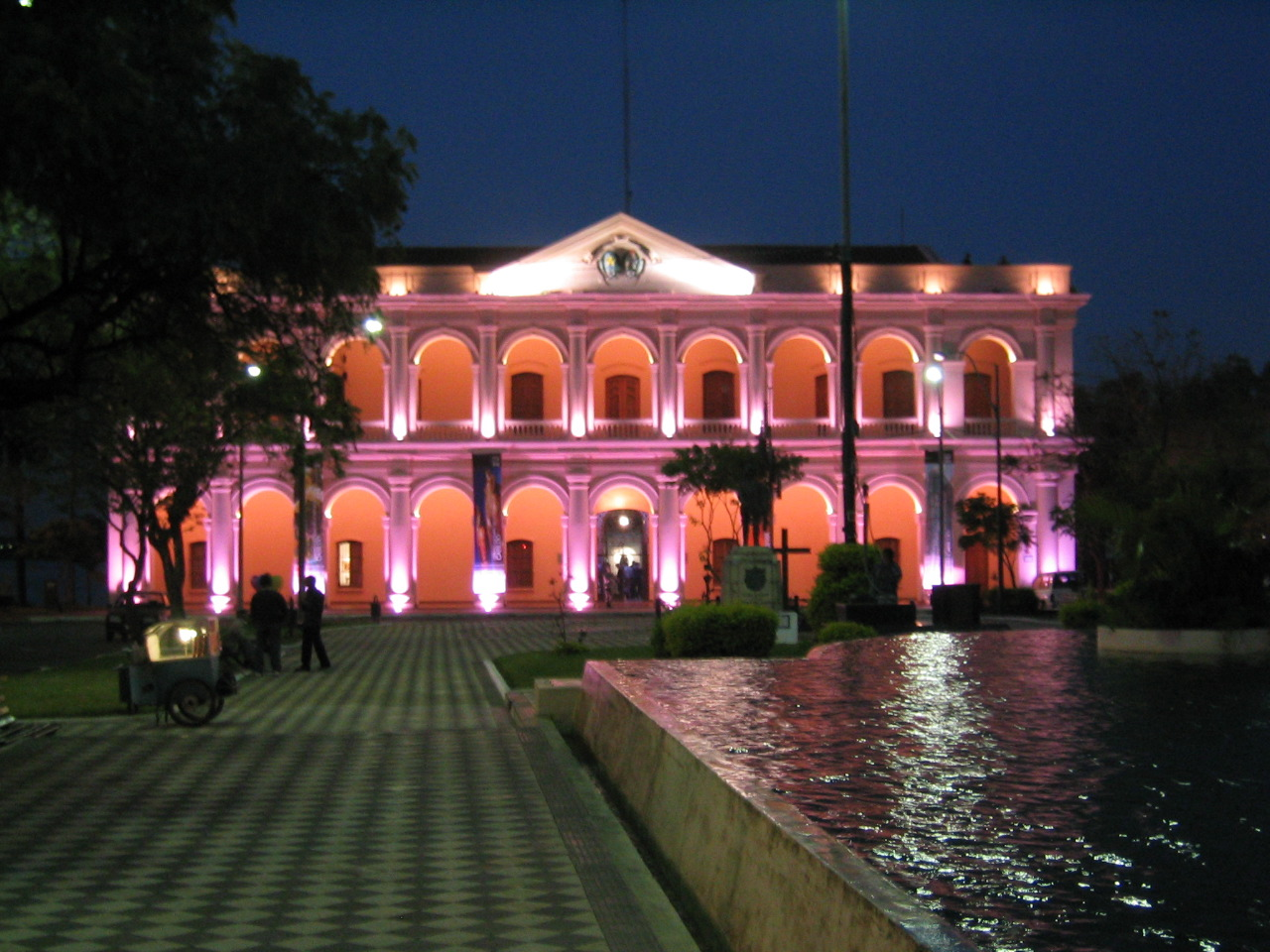
Cabildo del Paraguai, avui un museu.

La primera trobada documentat dels "guaranís" amb els europeus és el de Alejo García, explorador espanyol o en tot cas portuguès nacionalitzat espanyol que després d'haver naufragat a l'illa de Santa Catarina en 1525, va liderar abans de 1533 a un fort contingent de "guaranís" que, remuntant aproximadament el curs del riu Pilcomayo va arribar a les fronteres del Tawantinsuyu. D'aquesta expedició és que sorgiria en el Chaco Boreal l'ètnia mixogénica amb predomini guaraní anomenada despectivament pels quítxues "chiriguanos". Així, les aliances (gairebé sempre asimètriques) entre guaranís i espanyols van proliferar en oposició a altres ètnies, principalment contra les dels anomenats pejoratives "guaycurús" i "Mbayes".

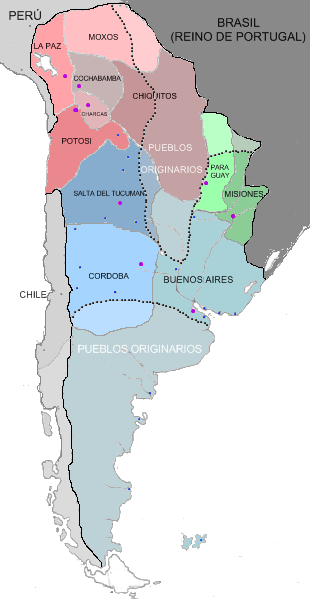
Virregnat del Riu de la Plata.

Després de la destrucció de la primera fundació de la ciutat de Buenos Aires, gran part dels europeus procedents d'aquesta es van refugiar a la casa forta que va fundar Juan de Salazar y Espinosa. En efecte, l'explorador espanyol, natural d'Espinosa de los Monteros, va fundar Assumpció en el dia de l'Assumpció, el 15 d'agost de 1537, en les proximitats del poblat liderat pel tuvichá Lambaré.
Per l'aliança entre guaranís i espanyols, els barons dels espanyols van arribar a practicar la poligínia. Per això en els seus inicis Asunción era coneguda com "El paradís de Mahoma". Els fills mestissos d'espanyols van ser anomenats "mancebos de la terra" i-quelcom insòlit a la resta de l'Amèrica colonial-van ser considerats espanyols amb les prerrogatives de tal "casta". El motiu per a això es troba en el valor estratègic que tenia el territori del Paraguai. Pocs anys després, Espanya repoblà Buenos Aires amb "mancebos de la terra" nascuts a Asunción i va fundar les ciutats de Santa Cruz de la Sierra, Corrientes, Santa Fe i les després destruïdes de Ontiveros, Ciudad Real del Guayrá i Concepción de Buena Esperanza.
En 1541 la monarquia espanyola va nomenar governador de "La Paraguaria" o Paraguai al cèlebre Álvaro Núñez Cabeza de Vaca. Aquest infatigable andariego va arribar a L'Assumpció l'11 de març de 1542, marxant des de l'illa de Santa Catarina, i en aquest trajecte va descobrir per als europeus les Cascades de l'Iguaçú, després d'arribar a Asunción va remuntar el riu Paraguai fins a l'actualment anomenat Gran Pantanal. Però, els asuncenos van considerar una "intromissió" la presència d'Àlvar Núñez, per la qual cosa en 1544 el va destituir, empresonar i van remetre a Espanya i van designar a un veí com a governador. El rei va confirmar a Irala a tal ocupació, de manera que els asuncenos van aconseguir el singular dret de nomenar als seus propis governadors durant 182 anys, fins a 1735.
Durant el govern del afamado criollo Hernando Arias de Saavedra (Hernandarias), la ciutat d'Asunción finalment va ser convertida per Reial Ordre del 16 de desembre de 1617 en el centre d'una província colonial espanyola, separada de la jurisdicció de Buenos Aires i altres territoris. Va ser una cosa paradoxal i contraproduent: si Juan de Garay des d'Asunción i amb asuncenos refon la ciutat de Buenos Aires perquè li servís al Paraguai com una "porta de la terra" és a dir, com una fàcil sortida a l'Oceà aprofitant la còmoda hidrovía del riu Paraná, la ràpida prosperitat del port de Buenos Aires va induir a la monarquia espanyola que se li donés pròpia jurisdicció. Així van quedar Assumpció i el seu territori molt aïllats del circuit econòmic mundial. D'altra banda, la relació entre europeus criolls i "indis" guaranís no sempre va ser idíl lica, tal com ho demostra el gran alçament liderat pel tuvichá Obere entre 1579 i 1616, que es va estendre des de la regió de Guarambaré fins a Asunción i la conca del Ypané.

## Independència

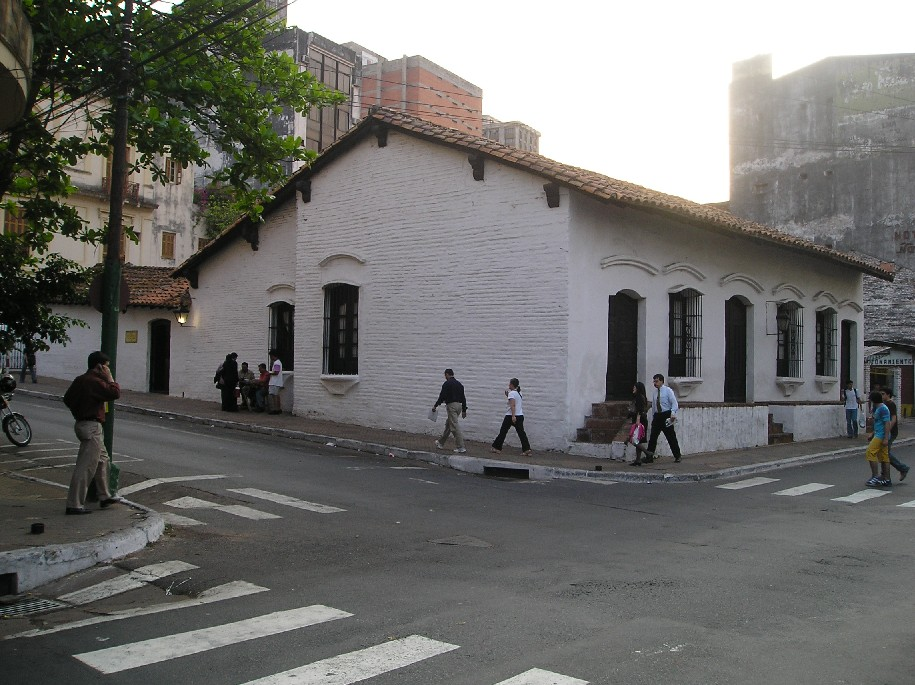
Casa de la Independència (1811).

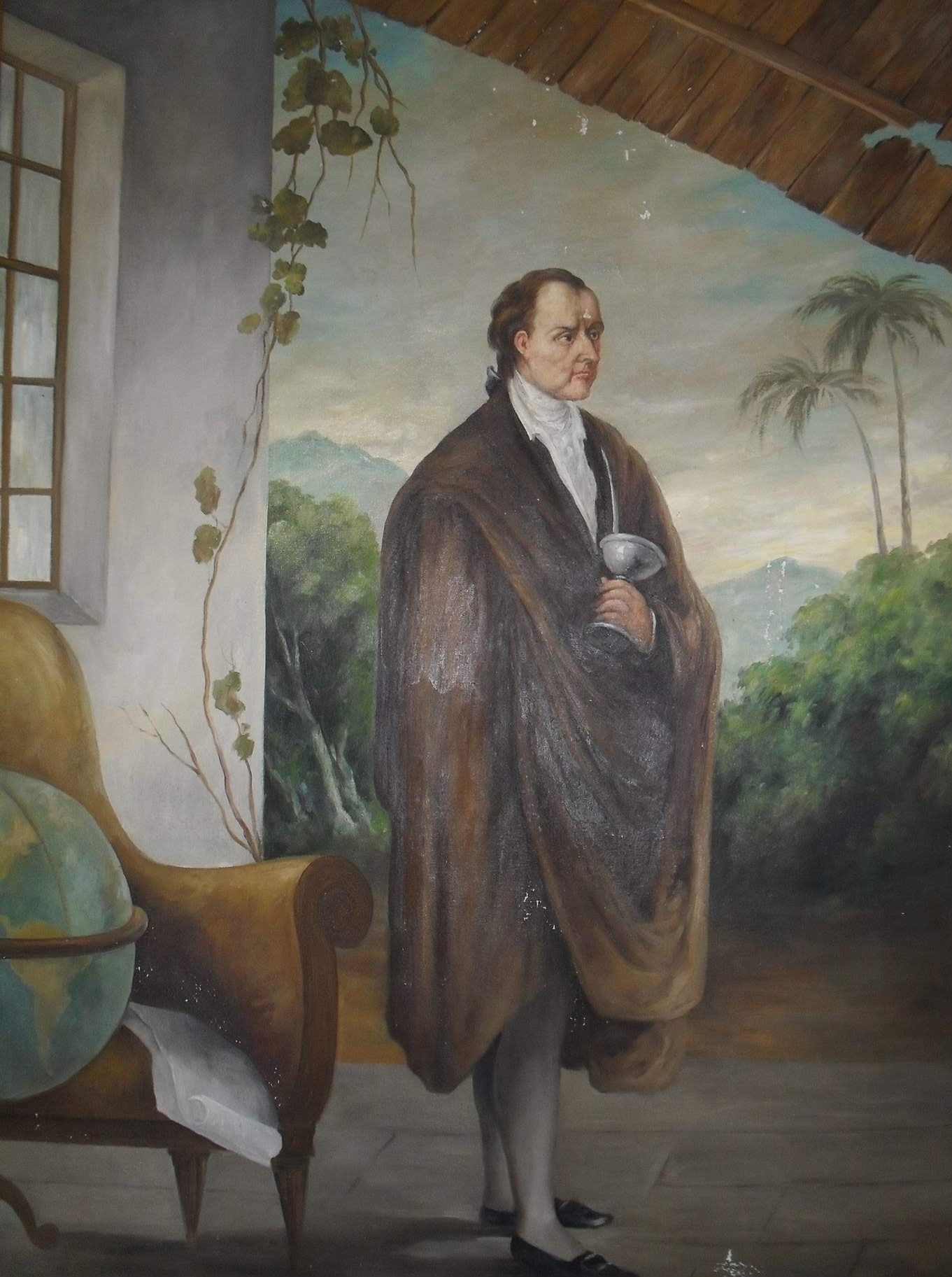
Gaspar de França.

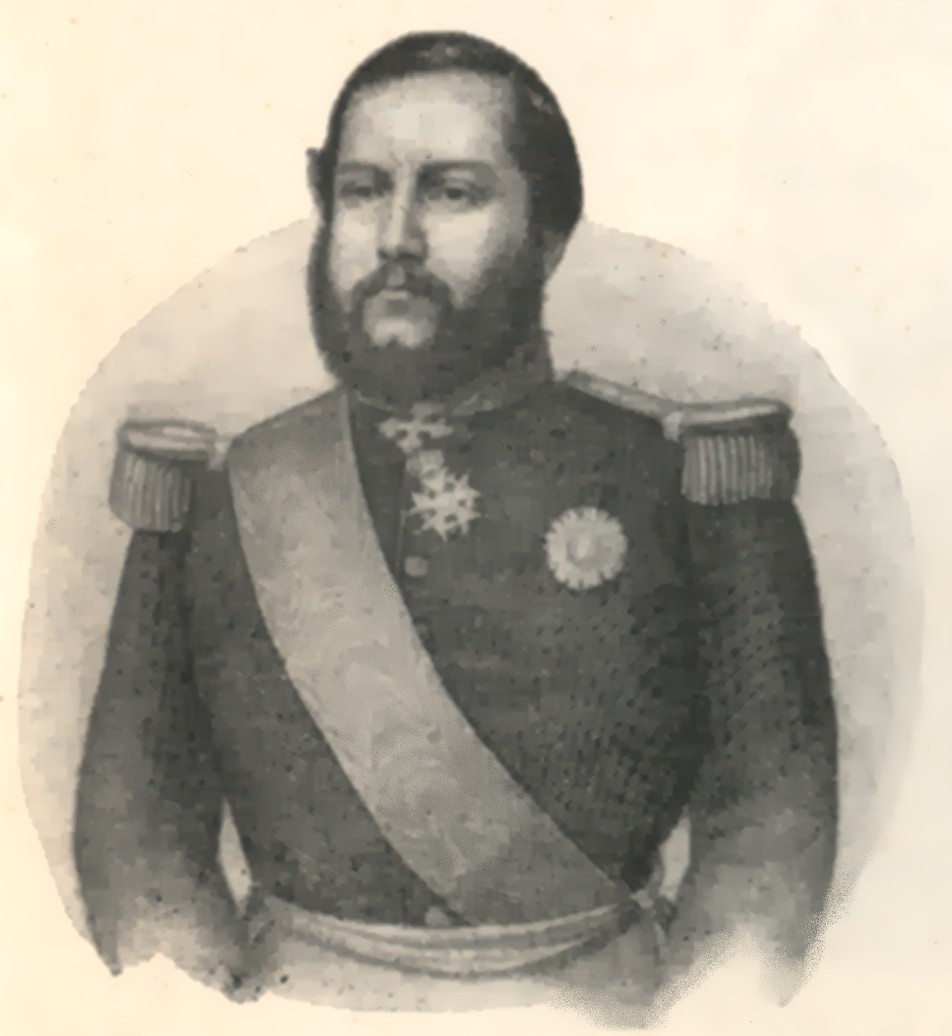
Francisco Solano López.

La creació del virregnat va obeir a la necessitat d'organitzar millor l'administració de l'extens territori assetjat pel contraban i la constant penetració dels portuguesos i lusobrasileños.
El 1782, es va establir en el virregnat el règim de les intendencias . Asunción era, a la Província o Intendència del Paraguai, l'única població amb categoria de ciutat. La zona al sud del riu Tebicuary ia l'est de la serralada de Caaguazú per la seva part corresponia a la Governació de les Missions guaranís (o Província Subordinada de les Missions) constituïda amb les restes de les Missions Jesuíticas que van poder quedar sota control espanyol.
Entre 1806 i 1807 es produeixen les invasions angleses que ocupen les zones del Virregnat del Riu de la Plata corresponents a la Banda Oriental (avui Uruguai) i a gran part de Buenos Aires, des d'Asunción i des de Córdoba es van enviar tropes per a combatre els enemics i aconseguir la victòria contra els atacants.
El 1810 va arribar a Buenos Aires la notícia que Espanya havia estat ocupada per tropes franceses de Napoleó Bonaparte. Els patriotes argentins van preparar el moviment revolucionari. A Buenos Aires es van reunir en un Cabildo Obert i van establir la Primera Junta (25 de maig de 1810) amb l'objectiu de formar un congrés de totes les províncies del Virregnat del Riu de la Plata, és la Revolució de Maig.
El 1810, a causa de la Primera Junta independent de Buenos Aires, el governador realista d'Asunción, Bernardo de Velasco va remetre a Buenos Aires una nota comunicant la separació de la Província del Paraguai del Virregnat del Riu de la Plata. Velasco i els seus seguidors van formar una junta del 24 de juny de 1810, junta que va reiterar la seva fidelitat a la monarquia espanyola de Ferran VII.
El 1811 les tropes al comandament del General Manuel Belgrano van marxar en una expedició per llibertat al Paraguai, però van ser derrotades en la batalla de Tacuarí (9 de març de 1811) i en la de Paraguarí pels realistes. El 14 de maig de 1811, va esclatar el moviment revolucionari paraguaià dirigit militarment pel capità Pedro Juan Caballero i políticament pel governador Velasco; el componien a més Juan Valeriano Zeballos i José Gaspar Rodríguez de França. Velasco seria destituït abans d'un mes.
El 17 de juny de 1811 un congrés nomena una junta governativa presidida per Fulgencio Yegros. S'estableix un projecte de confederació entre les Províncies Unides del Riu de la Plata i Paraguai, però els interessos contraposats de les elits porteñas i asuncenas xoquen a despit de les intencions dels patriotes i els pobles, tal desinteligencia és incentivada pel Regne Unit de Portugal, el Brasil i l'Algarve. El 12 d'octubre de 1811 es va signar amb l'enviat de Buenos Aires, el general Manuel Belgrano, un Tractat d'Amistat, Auxili i Comerç.
El Segon Congrés Nacional es va reunir del 30 de setembre al 12 d'octubre de 1813. Les decisions d'aquest segon Congrés van ser les següents: es va escollir una nova forma de govern, el Consul ado al capdavant de Fulgencio Yegros i del Dr José Gaspar de França, adoptant el nom de República que substitueix el de Província. Poc després Yegros és tret del poder i França pot declarar completament oposat a la confederació paraguaiano-argentina atès que a Buenos Aires preponderaban els unitaris (en aquest cas els partidaris d'un govern centralitzat a Buenos Aires).
Reunit el 3 d'octubre de 1814, va resoldre concedir el títol de Dictador Suprem de la República del Paraguai, per un període de 5 anys, a José Gaspar de França. 

No complerts encara dos anys de la Dictadura Temporal, el Quart Congrés Nacional, reunit el 30 de maig de 1816, va declarar dictador perpetu a José Gaspar de França, càrrec que va ocupar fins a la seva mort el 1840.
El govern de José Gaspar de França que va durar 24 anys, va tancar pràcticament el país a la influència estrangera. Aquest govern no tenia ministres, i no es va permetre a l'exèrcit un grau més gran que el d'alferes. En els punts estratègics de la República (Itapúa, Pilar, Concepció, Villarrica, Missions, Fuerte Olimpo) mantenia delegats, encarregats d'informar i de fer complir les seves ordres.
En 1820, es va produir una conspiració contra el Dictador, però va ser descoberta i només van anar a presó, entre els quals hi havia alguns pròcers de la independència.
En l'aspecte econòmic es va tendir a una autarquia. Es va incrementar l'agricultura, la ramaderia i la indústria casolana. Es van confiscar la major part de les grans propietats, repartint la terra per treballar. En l'aspecte educatiu es va tancar el col·legi de San Carlos, l'única institució d'ensenyament superior. El Dr França va morir sense deixar cap disposició sobre la seva successió. Després d'un breu període anàrquic, un congrés va restablir un segon consolat a 1841, compost de la mateixa manera que el primer, per un militar, el comandant general d'armes Mariano Roque Alonso i un civil, Carlos Antonio López (nebot de Gaspar Rodríguez de França).
Carlos Antonio López, un dels cònsols, és elegit president en 1844 i es proclama una constitució, la primera del país, que consagra un règim de tipus presidencialista. Durant el seu govern cessa la política d'aïllament, s'organitza la instrucció pública gratuïta i obligatòria, i s'inicia la construcció de camins, ferrocarrils i edificis.
Aconseguiu més de ratificar la independència paraguaiana i el suport del Brasil (primer país a reconèixer gràcies a les facilitats duaneres que va donar França al comerç brasiler, especialment en Itapúa i Fort Olimp) després del qual va seguir el reconeixement de la Confederació Argentina.
D'aquesta manera els anys de formació de l'estat paraguaià van veure a tres forts líders (emparentats) que van establir la tradició del govern personal que va durar fins a 1869: José Gaspar Rodríguez de França qui després alliberar dels seus rivals Fulgencio Yegros i Pedro Juan Caballero, va prendre el títol de "Protector Suprem" i " Karay Guazú " (Gran Senyor), després el va succeir el seu nebot Carlos Antonio López, i després el fill d'aquest: Francisco Solano López.

## Guerra de la Triple Aliança

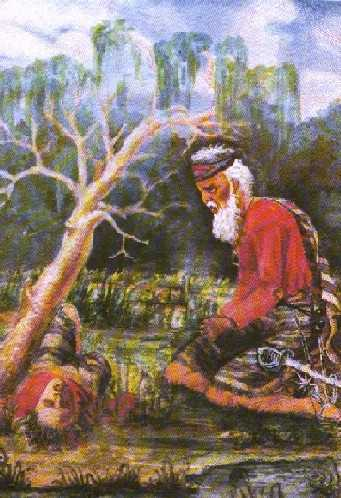
"Soldat paraguaià davant el cos del seu fill", per José Ignacio Garmendia.

El jove López va ser el protagonista de l'anomenada "Guerra de la Triple Aliança" (1864 - 1870) en la qual Paraguai va lluitar contra les forces reunides de l'Argentina, el Brasil i Uruguai, recolzades pel Regne Unit. Paraguai va perdre la meitat de la seva població i el 90% dels homes majors de 15 anys, sent mort pels brasilers en aquest conflicte el mateix Francisco Solano López combatent a Cerro Corá; així tropes brasileres van ocupar el país fins a 1874.
Una successió de presidents va governar Paraguai sota l'estendard del Partit Colorado, partit que en els seus inicis representava als interessos brasilers, des de 1880 fins a 1904, quan el Partit Liberal va prendre el control, governant amb només una breu interrupció fins a 1940.

## Segle XX
Entre els anys de 1930 i 1940, les polítiques paraguaians van ser definides per la Guerra del Chaco (1935) contra Bolívia, la Guerra Civil Paraguaya (1947), dictadures militars, i períodes d'extrema inestabilitat política. El general Alfredo Stroessner va prendre el poder el maig de 1954. Elegit per completar el període no expirat del seu predecessor, va ser reelegit president set vegades, governant gairebé contínuament sota la disposició d'estat de setge de la constitució amb suport dels militars i el Partit Colorado. Durant els 34 anys de regnat de Stroessner, les llibertats polítiques foren severament limitades, i els opositors al règim foren sistemàticament assetjats i perseguits sota l'estendard de la seguretat nacional i l'anticomunisme. Encara que una constitució de 1967 va donar dubtosa legitimitat al control de Stroessner, Paraguai es va aïllar progressivament de la comunitat mundial.
El 3 de febrer de 1989, Stroessner va ser enderrocat en un cop militar encapçalat pel general Andrés Rodríguez. Rodríguez, com el candidat del Partit Colorado, va guanyar fàcilment la presidència en eleccions sostingudes al maig i el Partit Colorado va dominar el Congrés. En les eleccions municipals de 1991, això no obstant, els candidats de l'oposició van guanyar diversos centres urbans principals, inclosa Assumpció. Com a president, Rodríguez va instituir reformes polítiques, legals i econòmiques i va iniciar un acostament amb la comunitat internacional.

## Segle XXI

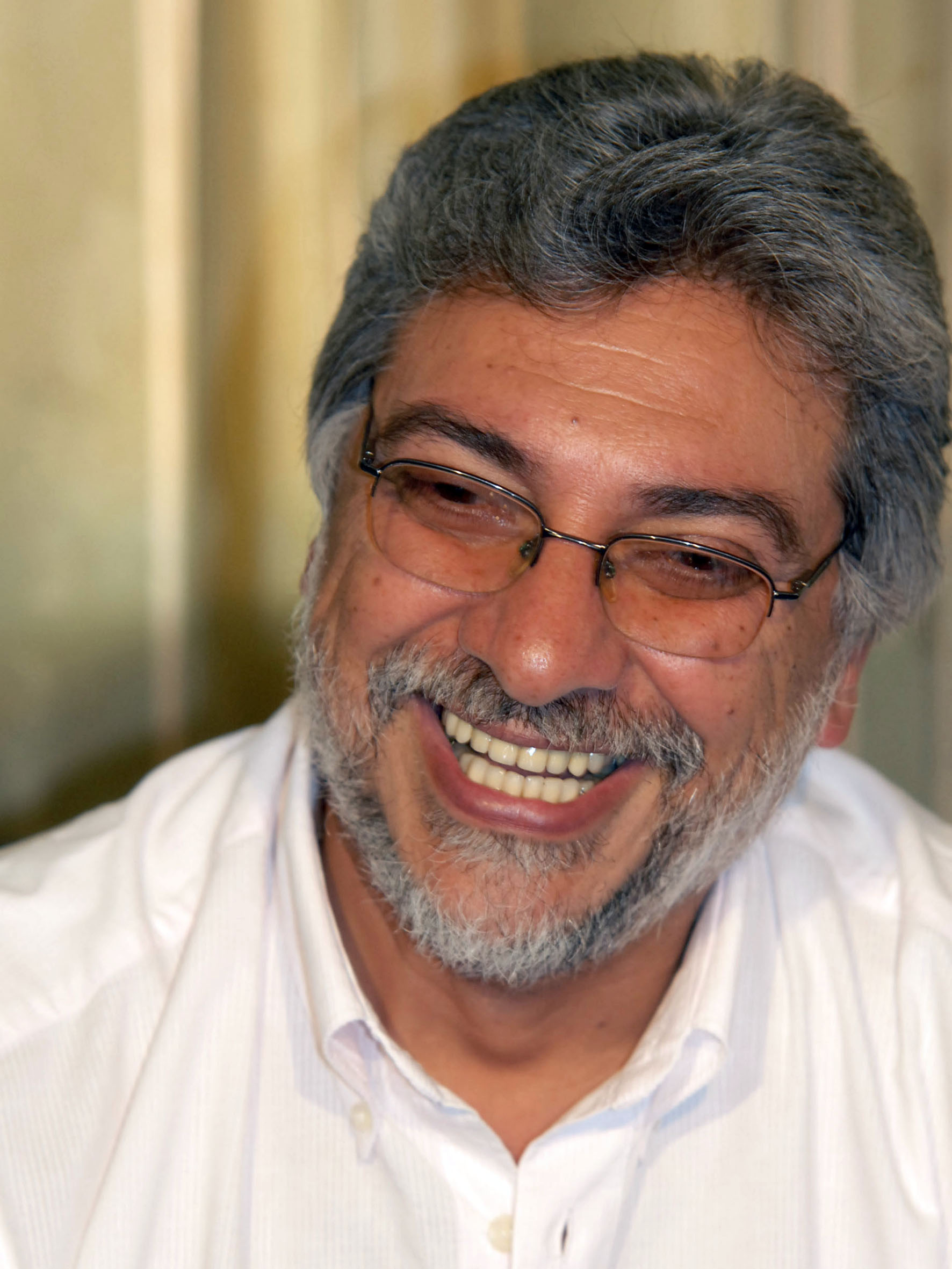
Fernando Lugo, actual president del Paraguai.

El 3 de febrer de 1989 es va produir el cop d'Estat protagonitzat pel general Andrés Rodríguez contra el dictador Alfredo Stroessner. Amb ell acabava la més llarga dictadura paraguaiana. Després de dissoldre el Parlament, el general Rodríguez va convocar eleccions per a l'1 de maig i va anunciar la legalització de tots els partits, exceptuant el comunista.
L'1 de maig de 1989, el candidat del Partit Colorado, el president Andrés Rodríguez, va aconseguir el 74,1% dels vots en l'elecció presidencial. Pel que fa a l'elecció per diputats i senadors, el Partit Colorado va arribar al 66,4% (majoria de 2 / 3). La constitució de juny de 1992 va establir un sistema democràtic de govern i va millorar considerablement la protecció dels drets fonamentals. El maig de 1993, el candidat del Partit Colorado, Juan Carlos Wasmosy, va ser elegit com el primer president civil de Paraguai en gairebé 40 anys en el que els observadors internacionals van considerar eleccions justes i lliures. El nou Congrés escollit amb majoria de l'oposició va manifestar amb rapidesa la seva independència de l'executiu al rescindir la legislació passada pel congrés dominat pel Partit Colorado. Amb suport dels Estats Units, L'Organització d'Estats Americans, i altres països de la regió El 1992 van veure la llum dels treballs de la Convenció de Diputats Constituents, sorgida de les eleccions celebrades un any abans. Això va permetre la sanció i entrada en vigor de la nova Constitució. El 1993 es van celebrar nous comicis presidencials, en què també va triomfar el candidat del Partit Colorado, Juan Carlos Wasmosy, que es va convertir en el primer civil a arribar a la presidència de l'Estat després de quaranta anys de governs militars.
Aquest fet no va resultar particularment favorable a les destinacions de la República, el govern de Wasmosy es va revelar un dels pitjors de la història paraguaiana. Durant el seu mandat va haver-hi dues greus crisis financeres, el 1995 i 1997 que van eliminar del mercat gairebé la totalitat de les empreses financeres locals, sobrevivint només les entitats financeres d'origen estranger. La crisi també va afectar durament a la classe mitjana paraguaiana i va activar una crisi econòmica de la qual el país encara no ha sortit.
Conjuntament als mals resultats en camp econòmic també es van veure afectats els abastos obtinguts després el cop del 1989 en camp polític. L'enfrontament de Wasmosy amb el seu principal promotor polític, el general Lino Oviedo, cap de les Forces Armades, que va acusar de voler encapçalar un cop en contra ell, li va trencar encara més el suport del Partit Colorado i va desencadenar una crisi polític -judicial de la qual el país va sortir només el 1999 amb la renúncia del president Raúl Cubas.
El 1996 Wasmosy allunyar l'exèrcit al Gral Oviedo sota l'acusació de voler encapçalar un cop en contra seu, i el 1997, després el cnel. Oviedo guanyés la interna presidencials del Partit Colorado ho va fer empresonar i jutjar per un tribunal Militar pel mateix crim, el poble paraguaià rebutjar un intent a l'abril de 1996 del llavors cap de l'Exèrcit, el general Lino Oviedo d'expulsar al president Wasmosy, prenent un important pas per enfortir la democràcia.
La Condemna d'Oviedo ho va desactivar per a les eleccions presidencials del 1998 i en el seu lloc és candidat Raúl Cubas, el seu delfí polític. Vicepresident va ser designat el Dr ARGAN, rival polític d'Oviedo i aleshores aliat de Wasmosy.
Cubas gràcies al suport d'Oviedo, aleshores molt popular, li va guanyar a l'oposició liberal-trobada amb el 56% dels vots i tres dies després d'haver assumit el càrrec presidencial indult Oviedo llibre de la presó.
Els coloridos argañistas i wasmosistas i els partits d'oposició van contestar fortament el fet i van obtenir a través de la Cort Suprema una anul·lació de l'indult que Cubas no acata.
Aquest fet va provocar una comanda d'enjudiciament polític del mateix davant del Congrés que per molts mesos, per falta de quòrum, no va prosperar. Al març de 1999 la tensa situació política es va complicar encara més, amb l'assassinat del vicepresident i rival de molts anys d'Oviedo Luis María Argaña el 23 de març de 1999, l'oposició inculpó del fet al Gral Oviedo. La plaça del Congrés es va omplir de manifestants en contra del govern, mentre el Judici polític en contra de Cubas reprenia vigor. Portant a la Cambra de Diputats a jutjar Cubas l'endemà. L'assassinat del 26 de març de vuit estudiants manifestants que van ser acabats a trets per desconeguts (suposadament franctiradors Oviedo o més aviat policies) això va fer clar que el Senat votaria per destituir Cubas el 29 de març. Cubas renunciar al 28 de març i va marxar a l'exili al Brasil. El mateix dia Oviedo va escapar a l'Argentina, on va obtenir asil polític i després al Brasil. Malgrat els temors que els militars no permetrien el canvi de govern, el president del senat Luis Ángel González Macchi, un opositor de Cubas, va jurar pacíficament com a president el mateix dia. González Macchi va oferir posicions de gabinet en el seu govern a representants majors dels tres partits polítics en un intent per crear un govern de coalició. Mentre el Partit Liberal el va expulsar del govern el febrer de 2000, el govern de González Macchi ha aconseguit un consens entre els partits en moltes matèries controvertides, incloent-hi la reforma econòmica. El liberal Juli Cèsar Franco va guanyar l'elecció d'agost de 2000 per omplir la vacant vicepresidencial. El desembre de 2001, el Brasil va rebutjar la petició de Paraguai per extradir a Oviedo per enfrontar un judici per l'assassinat de març de 1999 i l'incident del "mar. Paraguaià". L'agost de 2001, la cambra baixa del Congrés va considerar però no va passar una moció per jutjar González Macchi per presumpta corrupció i govern ineficaç.
El 2003 Nicanor Duarte Fruits va ser elegit i va jurar com a president.
El 20 d'abril de 2008 en unes eleccions històriques, el Partit Colorado perd la presidència després de més de seixanta anys en el poder. L'exbisbe Fernando Lugo va jurar com a President de la República el 15 d'agost de 2008.